# Ерни Хадсон
Ернест Ли Хадсон (енгл. Earnest Lee Hudson; Бентон Харбор, 17. децембар 1945), амерички је филмски и ТВ глумац.